# Guadalén
Guadalén, antiguamente denominada Guadalén del Caudillo, es una localidad española perteneciente al municipio de Vilches, en la provincia de Jaén, comunidad autónoma de Andalucía. Se trata de uno de los pueblos de colonización de Jaén.

## Geografía

### Ubicación
| Noroeste: Vilches      | Norte: Pantano del Guadalén | Noreste: Arquillos     |
| Oeste: Urb. Yerbabuena |                             | Este: Arquillos        |
| Suroeste Miraelrío     | Sur: Miraelrío              | Sureste: Santa Eulalia |

## Origen
El origen del poblado está en el Plan Jaén del Instituto Nacional de Colonización del gobierno español durante la década de 1950. El objetivo de este plan fue incrementar la productividad del sector agrícola, para ello se trató de convertir tierras de secano en regadíos. Esto conllevó la construcción de pueblos nuevos destinados a hospedar a los trabajadores agrícolas. Las familias que poblaron forzosamente estos pueblos provenía en su mayoría de las zonas marginales de Jaén.
El Plan de Ordenación Económico-social de la provincia de Jaén señalaba que Guadalén se compondría de una zona regable de 535 hectáreas y que estaría ubicado en la zona del pantano homónimo. Se proyectó la construcción de 500 viviendas y 500 huertos familiares, además de la elaboración de un «salto de pie de presa» en el pantano.

## Demografía
Evolución de la población
| Gráfica de evolución demográfica de Guadalén entre 2000 y 2015     |
|                                                                    |
| Población de derecho (2000-2015) según el padrón municipal del INE |